# Воган Сніман
Воган Сніман (англ. Vaughan Snyman; нар. 30 січня 1974) — колишній південноафриканський тенісист.
Найвищу одиночну позицію світового рейтингу — 404 місце досяг 21 липня 1997, парну — 160 місце — 20 вересня 1999 року.

## Титули на челленджерах

### Парний розряд: (2)
| Ранг | Дата         | Турнір                             | Покриття | Партнер         | Суперники                         | Рахунок       |
| ---- | ------------ | ---------------------------------- | -------- | --------------- | --------------------------------- | ------------- |
| 1.   | липень 1999  | Ньюкасл-апон-Тайн, Велика Британія | Ґрунт    | Маркус Гільперт | Г'юго Армандо Седрік Кауфманн     | 7–5, 7–6      |
| 2.   | серпень 1999 | Единбург, Велика Британія          | Ґрунт    | Маркус Гільперт | Маркос Рой-Хірарді Аттіла Шавольт | 6–1, 7–6(7–3) |